# Milan Lašťovka
Milan Lašťovka (29. dubna 1939 – 22. července 2014) byl český lékař v oboru foniatrie, vědec, vysokoškolský učitel.

## Život
Maturoval 22. května 1956 na 20. jedenáctileté střední škole v Praze na Smíchově, prospěl s vyznamenáním. V roce 1962 absolvoval studia na Lékařské fakultě hygienické Univerzity Karlovy. V letech 1962–1964 působil jako sekundární lékař v Opavě, v letech 1964–1968 vědecký aspirant na Lékařské fakultě Univerzity Karlovy, 1968–1998 vědecký (od. r. 1989 vedoucí) pracovník ve Foniatrické laboratoři LF UK. V letech 1998–2004 byl přednostou foniatrické kliniky Všeobecné fakultní nemocnice.
V roce 1971 složil atestaci v oboru otorhinolaryngologie, v r. 1975 nástavbovou specializaci v oboru foniatrie. V roce 1968 obhájil na Katedře hygieny dětí, dorostu a výživy Lékařské fakulty hygienické UK kandidátskou disertační práci Některé parametry nervové a reflektorické činnosti u dospívající mládeže. Elektrofyziologická studie. Titul kandidáta lékařských věd (CSc.) mu byla udělen v r. 1970. Roku 1987 ve Foniatrické laboratoři Fakulty všeobecného lékařství UK obhájil doktorskou disertační práci Motorické zpětnovazební regulační mechanizmy u koktavých. Elektrofyziologická studie. Titul doktora lékařských věd (DrSc.) pro obor otorhinolaryngologie získal roku 1987. Profesorem pro obor otorhinolaryngologie a foniatrie byl jmenován v roce 1993.
Intenzivně se zabýval elektromyografickými studii (EMG), publikoval 87 vědeckých prací, z toho přes 30 v zahraničí; výzkumné výsledky a zkušenosti jsou shrnuty v monografii Poruchy plynulosti řeči.
Byl členem Mezinárodní společnosti pro logopedii a foniatrii, Unie evropských foniatrů, člen Newyorské akademie věd (New York Academy of Sciences). Působil jako člen redakční rady časopisu Otorinolaryngologie a foniatrie. Od roku 1979 do roku 1990 byl členem redakční rady Journal of Fluency Disorders (USA).
Krédo: Dobrý lékař musí léčit již svým přístupem k nemocnému, aby ho přesvědčil, že se vžívá do jeho potíží a strastí.